# Lise Hilboldt
Lise Hilboldt (Racine, Wisconsin, 7 de enero de 1954) es una actriz estadounidense. Tuvo un papel principal en la película de comedia romántica Sweet Liberty (1986), coprotagonizada por su guionista y director Alan Alda y Michael Caine.
Apareció también en S.O.S. Titanic (1979), Ike (1979), Nancy Astor (1982) con Pierce Brosnan, A Married Man (1983) con Anthony Hopkins, El ansia (1983), Noon Wine (1985), George Washington II: The Forging of a Nation (1986), y The Karen Carpenter Story (1989). Tiene un pequeño papel en Superman: la película (1978). Coprotagonizó la adaptación al cine de PBS de Pudd'nhead Wilson de Mark Twain.
Hilboldt actuó como estrella invitada junto a Martin Shaw en un episodio de Los profesionales titulado «A Hiding to Nothing», interpretando el papel de una terrorista que se acerca a Doyle. Tuvo un papel coprotagonista como cantante de un club nocturno en el episodio de 1983 «The King in Yellow» de la serie de HBO Philip Marlowe, protagonizada por Powers Boothe.

## Vida personal
Hilboldt estaba casada con el publicista y experiodista Allan Mayer. En la década de 1990, trabajaron juntos en Buzz Magazine, donde Mayer fue el editor fundador y publicista y Hilboldt escribió una columna. En 1997, se casó con Richard Stolley, el editor fundador de la revista People. El matrimonio terminó en divorcio. Vive en Santa Fe, Nuevo México.